# Hydropsyche adrastos
Hydropsyche adrastos är en nattsländeart som beskrevs av Malicky och Chantaramongkol 1996. Hydropsyche adrastos ingår i släktet Hydropsyche och familjen ryssjenattsländor. Inga underarter finns listade i Catalogue of Life.